# Len Howard
Gwendolen „Len“ Howard (* 1894; † 5. Januar 1973 in Ditchling, East Sussex) war eine britische Naturforscherin und Musikerin.

## Leben
Howard war das jüngste von vier Kindern des Dichters Henry Newman Howard und von Florence Howard, geborene Warman. Sie wurde als Bratschistin ausgebildet und spielte im Orchester unter Malcolm Sargent.
Etwa 1942 zog Howard von London nach Ditchling, East Sussex, und begann die wild lebenden Vogelarten rund um ihr Haus zu beobachten. Howards musikalische Ausbildung gab ihr einen einzigartigen Einblick in den Gesang von Vögeln. Sie entwickelte eine innige, fast wohngemeinschaftliche Beziehung zu den Vögeln, von denen viele frei um und durch ihr Haus flogen und sogar dort schliefen. Ihrem Haus gab sie den Namen Bird Cottage, auf Deutsch etwa Vogel-Herberge.
Howard verfasste zwei Bücher über ihre Vögel, in denen sie die Behauptung aufstellte, dass die individuelle Intelligenz, nicht nur der reine Instinkt, ein bedeutender Faktor im Verhalten von Vögeln sei. Howard schenkte den Kohlmeisen in ihren Untersuchungen besondere Aufmerksamkeit, schrieb aber u. a. auch über Rotkehlchen, Sperlinge, Amseln, Drosseln, Finken und Blaumeisen. Sie griff besonders auffällige Individuen für ihre Vogel-Biografien heraus, die in verschiedenen Zeitschriften und in ihren Büchern veröffentlicht wurden.
Howard war überzeugt, dass Furcht die vorrangige Motivation im Verhalten von Vögeln ist, wie dies von Menschen beobachtet wird. Deshalb bemühte sich Howard engagiert darum, ihre Umgebung genau wie die Umgebung ihrer Vögel unter kontrollierten Bedingungen zu halten, um den Vögeln ein größtmögliches Gefühl an Sicherheit zu vermitteln, so dass sie eine enge Beziehung zu ihnen aufbauen konnte. Deshalb lebte die Autorin sehr zurückgezogen. Wer sie in ihrem Bird Cottage besuchen wollte, musste genaue Anweisungen befolgen.
Howard starb am 5. Januar 1973 im Alter von 79 Jahren im Bird Cottage.

## Werke
- Birds As Individuals. Collins, London 1952, ISBN 0-00-211051-2.
- Living With Birds. Collins, London 1956, ISBN 0-00-211456-9.

Deutsche Ausgaben:
- Alle Vögel meines Gartens. Geheimnisse des Vogellebens. Franckh, 1954.